# Aletris
Aletris là một chi thực vật có hoa trong họ Nartheciaceae. Chi này là bản địa khu vực Bắc Mỹ và miền đông cùng đông nam châu Á, đặc biệt là tại Trung Quốc.

## Các loài
1. Aletris alpestris Diels. - Quý Châu, Thiểm Tây, Tứ Xuyên, Vân Nam
2. Aletris aurea Walter - Từ Texas và Oklahoma tới Maryland
3. Aletris bracteata Northr. - Florida, Bahamas
4. Aletris capitata F.T.Wang & Tang - Tứ Xuyên
5. Aletris cinerascens F.T.Wang & Tang - Vân Nam, Quảng Tây
6. Aletris farinosa L. - Ontario và phần lớn miền đông Hoa Kỳ
7. Aletris foliata (Maxim.) Makino & Nemoto - Triều Tiên, Nhật Bản
8. Aletris foliolosa Stapf - Sumatra, Sabah, Mindoro
9. Aletris foliosa (Maxim.) Bureau & Franch. - Nhật Bản
10. Aletris glabra Bureau & Franch. - Nepal, Bhutan, Sikkim, Tây Tạng, Phúc Kiến, Cam Túc, Quý Châu, Hồ Bắc, Giâng Tây, Thiểm Tây, Tứ Xuyên, Đài Loan, Vân Nam.
11. Aletris glandulifera Bureau & Franch. - Cam Túc, Thiểm Tây, Tứ Xuyên
12. Aletris gracilis Rendle - Nepal, Bhutan, Arunachal Pradesh, Myanmar, Tây Tạng, Vân Nam.
13. Aletris laxiflora Bureau & Franch. - Tây Tạng, Tứ Xuyên, Quý Châu
14. Aletris lutea Small - Florida, Georgia, Alabama, Mississippi, Louisiana
15. Aletris megalantha F.T.Wang & Tang - Vân Nam
16. Aletris nana S.C.Chen - Tây Tạng, Vân Nam, Nepal
17. Aletris obovata Nash - - Florida, Georgia, Alabama, Mississippi, Nam Carolina.
18. Aletris pauciflora (Klotzsch) Hand.-Mazz - Tây Tạng, Vân Nam, Nepal, Bhutan, Assam, Myanmar, bắc Ấn Độ.
19. Aletris pedicellata F.T.Wang & Tang - Tứ Xuyên
20. Aletris scopulorum Dunn - Shikoku, Phúc Kiến, Quảng Đông, Hồ Nam, Giang Tây, Chiết Giang.
21. Aletris simpliciflora R.Li & Shu D.Zhang - Tây Tạng
22. Aletris spicata (Thunb.) Franch. - Philippines, Đài Loan, Nhật Bản, Triều Tiên, quần đảo Lưu Cầu, phần lớn Trung Quốc
23. Aletris stenoloba Franch. - Cam Túc, Quảng Đông, Quảng Tây, Quý Châu, Hồ Bắc, Thiểm Tây, Tứ Xuyên, Vân Nam, bắc Việt Nam (Hà Giang).
24. Aletris × tottenii E.T.Browne - Georgia (lai ghép, A. lutea × A. obovata)
25. Aletris yaanica G.H.Yang - Tứ Xuyên